# Pinelands (Kapstadt)
Pinelands ist ein Stadtteil von Kapstadt, der im 20. Jahrhundert in den Sandlandschaften der Küstenebenen zwischen dem Tafelbergmassiv und den Tygerberg Hills entstand. Pinelands ist administrativer Teil der Metropolgemeinde City of Cape Town in der südafrikanischen Provinz Western Cape. Aus einem inzwischen unter Denkmalschutz stehenden Quartier entwickelte sich hier die erste Gartenstadt Südafrikas.

## Lage

### Geografie und Geologie
Pinelands liegt etwa 8 Kilometer östlich des historischen Zentrums von Kapstadt. Seine westlichen und ältesten Siedlungsbereiche befinden sich unweit einer Auenlandschaft vom Black River, der hier von einer grünen Feuchtzone begleitet wird. Der östliche Abschnitt Pinelands wird vom weitgehend kanalisierten Wasserlauf des Elsierskraal River durchquert, der in der Tygerberg-Landschaft entspringt, beim Bahnhof Thornton von Nordosten auf das Gebiet von Pinelands eintritt, um sich an der südlichen Stadtteilrandzone mit dem Black River zu vereinigen. Im Zuge der frühen städtebaulichen Entwicklung entstanden breite Straßen und großzügige Gartenbereiche bei den Gebäuden. Aus dieser Bauperiode sind englisch beeinflusste Wohnhäuser erhalten geblieben.
Nach geomorphologischen Gesichtspunkten liegt Pinelands in den Cape Flats, die innerhalb der Metropolgemeinde City of Cape Town einen Abschnitt von der größeren Küstenlandschaft Sandveld darstellen, die nach älteren wissenschaftlichen Werken von der Mündung des Cape Olifants Rivier im Norden bis zur False Bay im Süden reicht. Das Sandveld ist, wie es sein Name ausdrückt, eine trockene Landschaft, die sich aus den von starkem Westwind ins Inland getriebenen Meeressand in Form von Küstendünen ergab. Diese Wanderdünen kamen erst an weiter östlich gelegenen Berg- und Hügelketten zum Stillstand. Nach moderner Auffassung wird die Dünenlandschaft zwischen Bokbaai und der False Bay als Cape Flats Dune Strandveld (CFDS; deutsch etwa: „Dünen-Strandfelder der Kapebenen“) bezeichnet. Von diesem Landschaftstyp sind mehrere Ortsnamen beeinflusst worden, beispielsweise Duynefontein, Sanddrift, Sandvlei und Witsand.

### Umgebung
| Maitland, Ndabeni                    | Kensington, Maitland Cemeteries             | Thornton         |
| Maitland Garden Village, Observatory | Kompassrose, die auf Nachbargemeinden zeigt | Epping Industria |
| Mowbray                              | Hazendal, Sybrandpark                       | Langa            |

In der nahen Umgebung von Pinelands haben sich Wohngebiete für die nichteuropäische Bevölkerung Südafrikas entwickelt. Hauptsächlich sind das Langa und Ndabeni. Letzteres entstand nach Planungen der Stadtverwaltung zum Ende des 19. Jahrhunderts als Sondersiedlung für schwarze Arbeitsmigranten und war kurze Zeit später zeitweilig ein Krankenlager während einer Beulenpest-Epidemie, die am 7. Februar 1901 in Kapstadt ausbrach. Hier gab es seit Mai 1901 eine Isolierstation für die erkrankte schwarze Bevölkerung und seit 1902 hieß die Siedlung Ndabeni, ein Wort aus der Xhosa-Sprache für „Ort der Debatte“. Seit dem Jahre 1920 herrschte in Ndabeni ein Zustand der Überbelegung, der 1926 zur Schließung dieses Wohnquartiers unter verwahrlosten Umständen führte. Später, im Jahre 1968, kamen 6000 Personen aus dem District Six unter Zwangsumständen erneut an diesen Wohnplatz.

## Geschichte

### Frühe Landnutzungen durch europäische Einwanderer
In den 1880er Jahren bestand die Landschaft des späteren Stadtteils lediglich aus Sanddünen und einer spärlichen Vegetation, überwiegend mit Akazien bewachsen. Trotz der widrigen Bedingungen gab es hier die Farm Uitvlugt (deutsch: „Die Flucht“). Nach einem gewaltsamen Konflikt zwischen den Hlubi und britischen Kolonialbehörden in Natal brachte man deren Häuptling Langalibalele I., der Anführer der Langalibalele-Rebellion, zum Kap, wo er am 4. August 1874 auf Robben Island in Haft kam. Am 27. August 1875 verlegte man ihn auf diese Farm in den Cape Flats, um ihn auch weiterhin lebenslang festzuhalten. Am Tag zuvor hatten die britischen Kolonialbehörden das Farmgelände als Inhaftierungsareal in Beschlag genommen. Langalibalele konnte jedoch 1887 nach Natal zurückkehren. Die alten Farmgebäude, die sich unweit des heutigen Homestead Way befanden, wurden anschließend von Forstbeamten genutzt. Dieses Anwesen bestand aus einer großzügigen Anlage, die in kapholländischer Bauweise und mit Mauern aus Steinen und Lehm errichtet worden war. In den frühen 1920er Jahren mussten mit Betonelementen bauliche Sicherungsmaßnahmen ergriffen werden. Zum Abriss des Anwesens kam es im Jahre 1947.
Ein an die Farm westlich angrenzender Landstrich hieß Oude Molen (deutsch: „Alte Mühle“) und dieser war zurzeit von Jan van Riebeeck in das Eigentum eines ehemaligen Angestellten der VOC übergegangen. Später, mit Ende des Zulukriegs (1879) geriet der Zulu-König Cetshwayo in britische Gefangenschaft und wurde nach Oude Molen gebracht, von wo er im Januar 1883 in seine Heimat zurückkehrte.
Im Jahr 1887 deklarierte die Verwaltung der Kapkolonie mehrere tausend Hektar Land als Nutzflächen für die Forstwirtschaft. Davon war auch ein Abschnitt der Farm Uitvlugt betroffen. Diese Umwidmung hatte eine Aufforstung bisher wenig bewachsener Landflächen zum Ziel, auf denen fortgesetzt Sandverwehungen stattfanden. Durch die Anpflanzung einer großen Anzahl von Kiefern war der Schritt getan, dieses Dünenfeld mittels natürlicher Mittel zu stabilisieren.
Zu Beginn der 1890er Jahre kam es auf dem Farmgelände Uitvlugt zur Entdeckung einer Lehmlagerstätte, worauf eine Ziegelei entstand. Sie befand sich an der Straßenecke von Forest Drive und Alice’s Ride Way. Für die Arbeiter gab es ein einfaches Haus als Wohn- und Büroareal. Die Ziegelei zählte einst zu den ältesten Bauten in Pinelands. Ihre Gebäude wurden jedoch 1955 abgerissen.

### Gartenstadt Pinelands
Richard Stuttaford, ein Kapstädter Unternehmer und Stadtratsmitglied, befasste sich mit Maßnahmen zu Verbesserung der städtischen Lebensbedingungen. Nach dem Ersten Weltkrieg wurde aus der schwierigen Lage unter der Wohnbevölkerung durch Mietsteigerungen und eine Grippeepidemie auch in Kapstadt ein nach Lösungen drängendes kommunalpolitisches Problem. Hierfür galt es zweckmäßige Lösungen zu finden. Stuttaford traf sich diesbezüglich auch mit Ebenezer Howard, dem Begründer der Gartenstadt-Idee. Dieses Konzept übte auf Stuttaford einen überzeugenden Eindruck aus. Folglich gelang es ihm, südafrikanische Regierungsstellen zu bewegen, dem gerade gegründeten Garden Cities Trust 365 Morgen im Uitvlugt-Forst für den Bau einer Siedlung nach dem Gartenstadtmodell zur Verfügung zu stellen. Er selbst spendete dem Trust 10.000 Pfund als Startkapital.
Die ersten Baumaßnahmen zur Errichtung von Pinelands (deutsch etwa: Kiefernland) begannen 1919 in einem Abschnitt des Uitvlugt forest reserve. Der Kiefernbestand ist noch heute im Siedlungsbild erkennbar. Ein gemeindlicher Verwaltungsrat bildete sich 1921, dessen Mitglieder von der Gartenstadtgemeinschaft und dem Administrator der Kapprovinz berufen wurden. J. W. P. William Logan wurde im Juli 1922 zum ersten Projektmanager von Pinelands berufen. Noch im selben Jahr entstand das erste Haus. Sein besonderes Merkmal war das Strohdach, das einzige in diesem Siedlungsprojekt erwünschte Dachmaterial. Die Hausbauaktivitäten entwickelten sich zunächst entlang des Forest Drive, weil diese Straße für den Transport schwerer Güter angelegt worden war. Im selben Jahr kam es zum Bau zwei leichterer Verkehrswege, einer für Radfahrer und Kleinfahrzeuge und einer für Fußgänger. Der bisherige Baumbestand wurde sorgfältig behandelt und entlang der Straßenführungen als natürliche Alleen belassen. Die Wohnhäuser der Gartenstadt erhielten einen jeweils individuellen Grundriss und sollten den konzeptionellen Grundsätzen nach attraktiv, komfortabel und kostengünstig sein. Ende 1922 standen bereits 24 Wohnhäuser mit insgesamt 60 Einwohnern, eine Elektrizitätsversorgung inbegriffen. Im Jahre 1924 gab es sogar 10 elektrische Straßenlaternen. Das Konzept war so erfolgreich, dass die Bevölkerung bis 1942 auf eine Zahl von 20.000 anwuchs. Für die Alltagsversorgung existierten bereits Geschäfte am Central Square und das Howard Centre. Erst im Mai 1948 erlangte die Siedlung einen städtischen Status. Pinelands Garden City galt von Beginn an als ein fortschrittliches Siedlungsprojekt in Südafrika. Als erste Gartenstadt im Land fand sie große Beachtung. Das hatte später zur Folge, dass die Bereiche The Mead und Mead Way mit ihren kleinen strohgedeckten „Cotswold“-Häusern im Jahre 1983 in die nationale Denkmalliste aufgenommen wurden.
Mit der Kanalisierung des Elsierskraal River in den frühen 1970er Jahren verschwanden die Kleintiere und Wasservögel entlang seiner Ufer und die Fließgeschwindigkeit erhöhte sich. Bei Hochwasserereignissen ertranken daher bereits mehrere Menschen.
Zeitweilig befand sich in Pinelands ein großes Zentrum zur Betreuung von Menschen mit Körperbehinderungen, das 1938 eröffnete Conradie Care Centre. Die Einrichtung galt lange als bedeutende Klinik für Neurodegenerative Erkrankungen des Rückenmarks. Sie wurde 2002 geschlossen und im Verlaufe ihres fortgesetzten Leerstands durch Vandalismus erheblich beschädigt. Für dieses lange ungenutzte Areal wurde ein neues Wohnviertel mit Sozialeinrichtungen und Gewerberäumen geplant und schließlich errichtet. Die damit verbundenen Nutzungen begannen im Jahre 2020.

## Bevölkerung
Gemäß der Volkszählung im Jahre 2011 lebten hier 14.198 Einwohner in 4915 Haushalten auf einer Fläche von 5,86 km². Davon waren 62 % Weiße, 15 % Coloured, 13,5 % Schwarze, 5 % Inder oder andere Asiaten und 4 % anderer Zugehörigkeit. Als Erstsprache wurde mit 81,5 % Englisch, 8,5 % Afrikaans, 3,5 % isiXhosa und etwa 6 % weitere Sprachen angegeben.

## Wirtschaft, Öffentlicher Sektor, Bildung und Soziales
Einige größere Unternehmen von Kapstadt haben ihren Sitz in Pinelands. Umfassende Beschäftigungsmöglichkeiten bieten auch das Vincent Pallotti Hospital und ein Kinderkrankenhaus des Roten Kreuzes.
Die kommunale Verwaltung befindet sich in einem Gebäude auf dem Central Square, ein zentraler Platz westlich des Forest Drive mit einer ihn umfassenden Straße. An diesem Platz sind zudem Ladengeschäfte und zahlreiche Kirchen angesiedelt.
In Pinelands gibt es mehrere allgemeinbildende Schulen, darunter mehrere Grundschulen und mit der Pinelands High School eine weiterführende Schule.
Die Helen Keller Society unterhält in Pinelands ein Altenheim für Blinde und andere gebrechliche Menschen.

## Religionen
In Pinelands finden sich entsprechend der differenzierten demografischen Zusammensetzung in der Einwohnerschaft zahlreiche religiöse Institutionen, von denen christliche Gemeinden überwiegen. Es gibt in der Nähe des Central Square die Pinelands Methodist Church, Pinelands NG Kerk, Pinelands Presbyterian Church, St. Stephen’s Anglican Church und die Chapel of Our Lady of the Blessed Sacrament. An weiteren Stellen sind hier die Pinelands Baptist Church und die Pinelands Congregational Church vertreten. Unter der Stadtteilbevölkerung gibt es auch Muslime. Aus ihrem Kreis wurde in 2000 die Pinelands Muslim Association gegründet, die seit 2010 im Stadtteil ein Kulturzentrum mit Religionsschule unterhält.

## Sport
Für den Cricket-Sport gibt es die große Anlage The Oval. In deren Nachbarschaft liegen die Areale des Pinelands Tennis Club und des Pinelands Bowling Club, ferner der Howard Bowls Club im Osten des Stadtteils. Das Pinelands Sport Centre liegt im Süden des Stadtteils am Ende des Ringwood Drive und gegenüber dem 2003 stillgelegten Athlone-Kohlekraftwerk. Die allgemeinbildenden Schulen verfügen über eigene Sportanlagen.

## Sehenswürdigkeiten
- Forest Drive, die Hauptstraße von Pinelands
- denkmalgeschützte Gebäude der Gartenstadt an The Mead und Mead Way
- zwei jüdische Friedhöfe im Nordosten des Stadtteils[21]

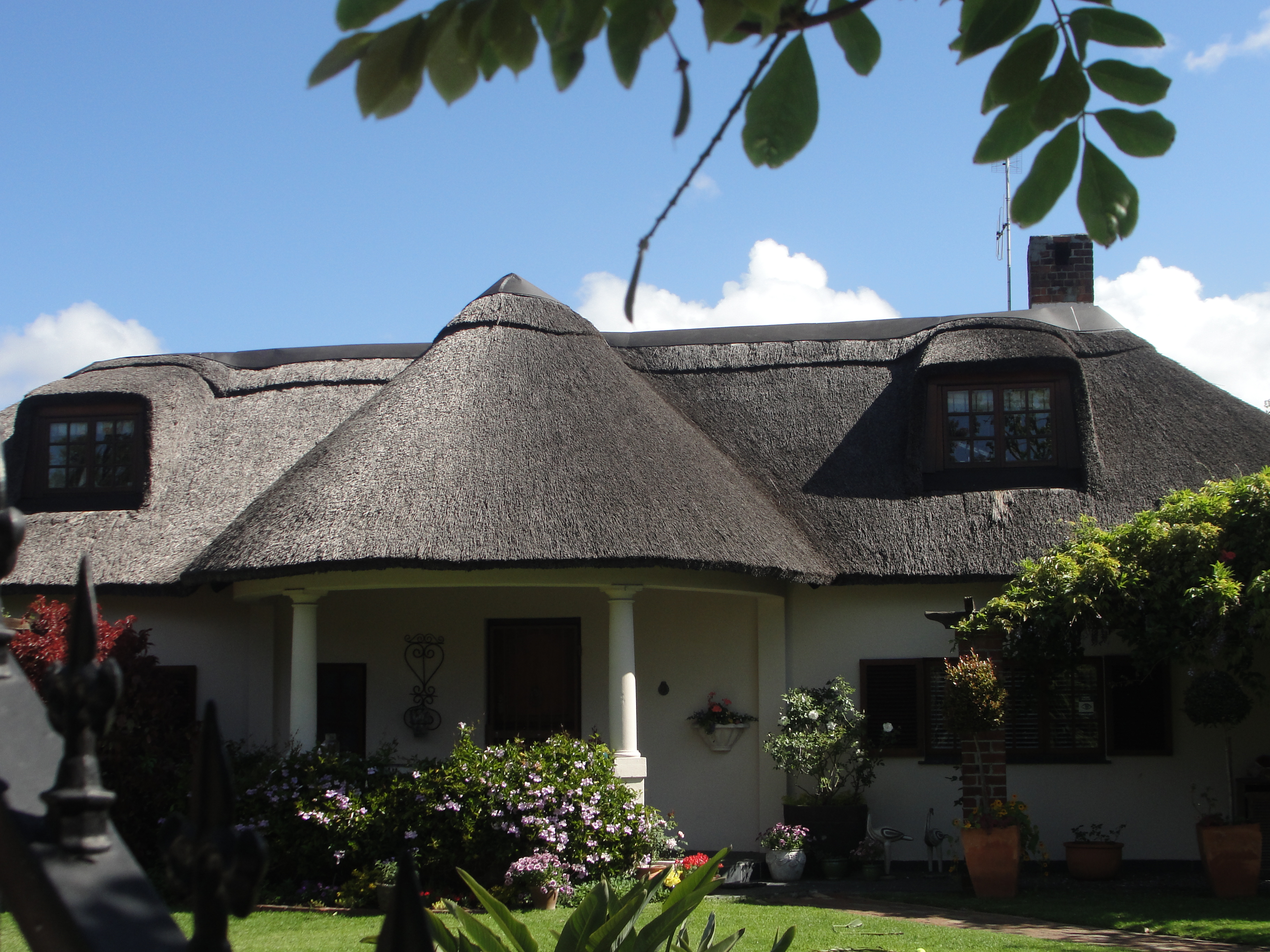
Mit Ried gedecktes Gebäude der Gartenstadt
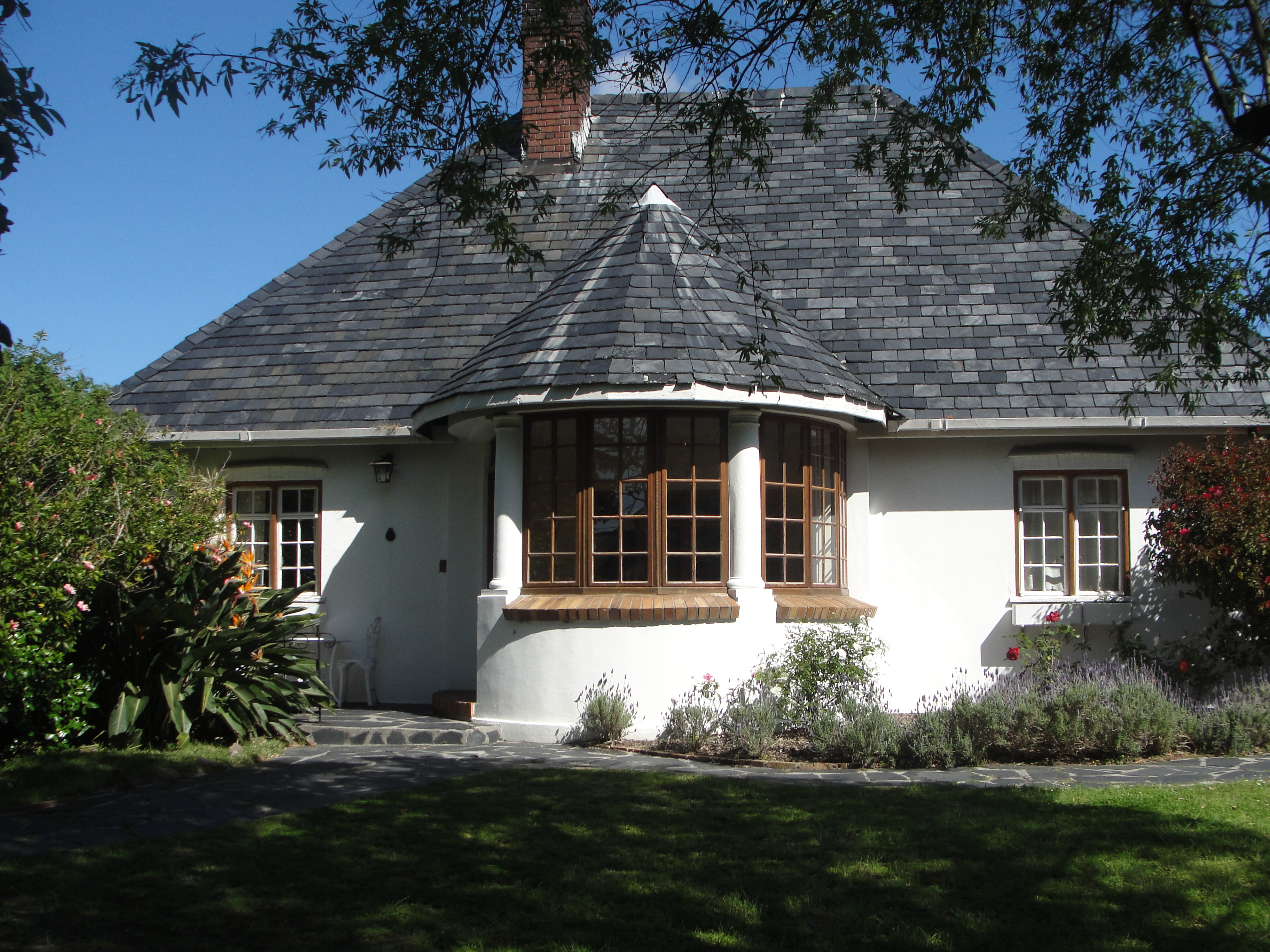
Mit Tonschiefer gedecktes Gebäude der Gartenstadt
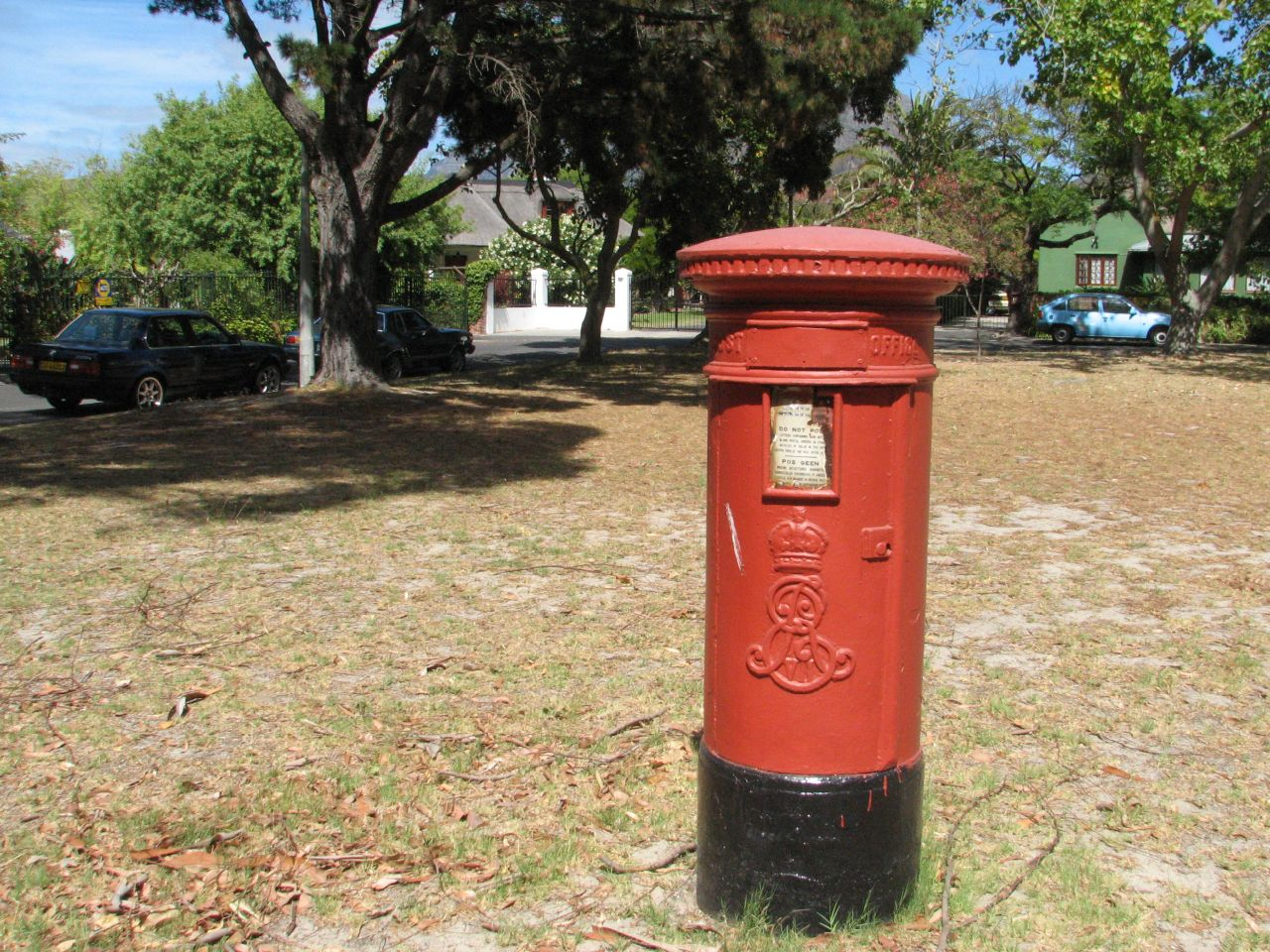
King-Edward-VII-Briefsäule (Pillar box) in The Mead
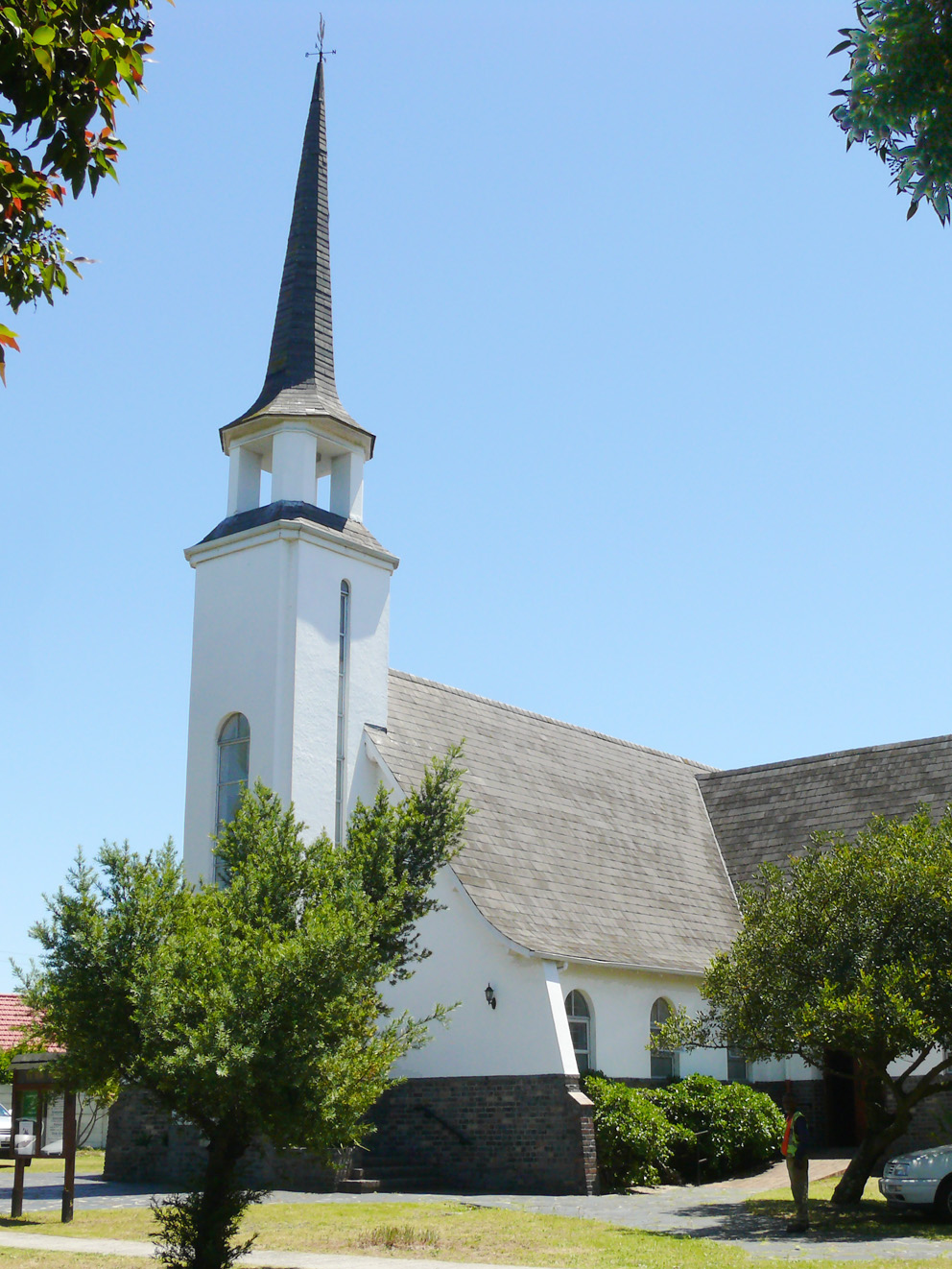
NG-Kirche in Pinelands

## Verkehr
Pinelands befindet sich in einer verkehrsgünstigen Lage von Kapstadt. Es gibt in seinen peripheren Bereichen Schienen und Straßenverbindungen, die den örtlichen und überregionalen Verkehr aufnehmen können. Die wichtigste Verkehrserschließung erfolgt über den zentralen Forest Drive, der im Südwesten einen Anschlussstelle an der Nationalstraße N2 besitzt. Eine weitere Verkehrsachse bildet die auf den Forest Drive rechtwinklig zulaufende Avonduur Road, die im benachbarten Ndabeni von der Stadtautobahn M 16 abzweigt. Im Ortsteilzentrum findet sie ihre Fortsetzung mit dem Howard Drive.
Des Stadtteils nördliche, östliche und südöstliche Flanke wird vom Jan Smuts Drive umfasst. Am Westrand von Pinelands verläuft eine Eisenbahnstrecke, die von Metrorail Western Cape genutzt wird und hier den Bahnhof Pinelands bedient. Weitere Bahnhöfe des schienengebundenen Nahverkehrssystems von Kapstadt im nahen Umfeld von Pinelands können zur Erreichbarkeit beitragen. Das sind die Haltepunkte von Mutual, Ndabeni und Woltemade. Der Haltepunkt Oude Molen Station existiert nicht mehr. Dieser befand sich am Ende der Old Mill Road.

## Persönlichkeiten
- Alex Boraine (1931–2018), Theologe und Politiker der PFP